# キングダム・オヴ・デザイア〜欲望の王国〜
『キングダム・オヴ・デザイア〜欲望の王国〜』（- よくぼうのおうこく、原題：Kingdom of Desire）は、1992年に発売されたTOTOのアルバム。スタジオ作品としては8作目。

## リリースの背景
前作『ザ・セブンス・ワン〜第7の剣〜』を最後に脱退したジョセフ・ウィリアムズの後任に南アフリカ出身のジャン・ミシェル・バイロンを迎え、ベスト・アルバム1枚を発表しツアーを行ったものの、バイロンがツアー終了と同時に解雇され、その後任を探すことはしなかったため、本作ではリード・ボーカルはギターのスティーヴ・ルカサーが担当している。
TOTOは元々楽器担当メンバーがリードボーカルをとることが珍しくないバンドであるが、専任ボーカリストがいないラインナップは初となった。
このアルバムの完成直後（発売直前）にドラマーでリーダーであったジェフ・ポーカロが死去。彼の遺作となった。アルバムに伴うツアーはジェフの追悼ツアーとなり、代役にはその後正式メンバーとなるサイモン・フィリップスが務めた。
それまでのAOR〜ポップロック路線は影を潜め、シンセサイザー系の音色も控え目になっており、終始ルカサーのギターがリードするハードロック色の強い楽曲が多く収録。ルカサーのボーカルも、それまでの柔らかい声質から一転、しゃがれたハスキーボイスを多用している。

## 収録曲
括弧内の特記事項以外はTOTOによる作曲。
1. ジプシー・トレイン – 6:45
2. ドント・チェイン・マイ・ハート – 4:46
3. ネヴァー・イナフ (TOTO、Fee Waybill) – 5:45
4. ハウ・メニィ・タイムズ – 5:42
5. 2ハーツ – 5:13
6. ウィングズ・オヴ・タイム – 7:27
7. シー・ノウズ・ザ・デヴィル – 5:25
8. ジ・アザー・サイド (David Paich、R. Kaplan、Billy Sherwood) – 4:41
9. オンリー・ユー – 4:28
10. キック・ダウン・ザ・ウォールズ (Danny Kortchmar、Stan Lynch) – 4:55
11. キングダム・オヴ・デザイア (Kortchmar) – 7:16
12. ジェイク・トゥ・ザ・ボーン – 7:05
13. リトル・ウィング [ライブ] (ボーナス・トラック、ジミ・ヘンドリックスのカヴァー) - 4:15

## シングルカット
- ドント・チェイン・マイ・ハート
- オンリーユー
- 2ハーツ
- ジ・アザー・サイド

## 参加ミュージシャン

### メンバー
- スティーヴ・ルカサー - ギター、ボーカル
- デヴィッド・ペイチ - キーボード、ボーカル
- マイク・ポーカロ - ベースギター
- ジェフ・ポーカロ - ドラム、パーカッション

### ゲストミュージシャン
- スティーヴ・ポーカロ - シンセサイザー
- ジョン・ジョッセル - シンセサイザー・プログラミング
- レニー・カストロ - パーカッション
- ジョー・ポーカロ - パーカッション
- ドン・メンザ - サクソフォーン
- ゲイリー・ハービッグ - サクソフォーン
- チャック・フィンドレー - トランペット
- ジム・ケルトナー - パーカッション
- クリス・トゥルージロ - パーカッション
- ジョン・エレファンテ - バッキング・ボーカル
- フィリップ・イングラム、フレッド・ホワイト、アレックス・ブラウン、エンジェル・ロジャーズ - バッキング・ボーカル
- リチャード・ペイジ - バッキング・ボーカル
- スティーヴン・ジョージ - バッキング・ボーカル
- ボビー・ウーマック - バッキング・ボーカル